# Tamaricella atriplicis
Tamaricella atriplicis är en insektsart som först beskrevs av Lindberg 1954.  Tamaricella atriplicis ingår i släktet Tamaricella och familjen dvärgstritar. Inga underarter finns listade i Catalogue of Life.